# Hyla zhaopingensis
Hyla zhaopingensis är en groddjursart som beskrevs av Tang och Zhang 1984. Hyla zhaopingensis ingår i släktet Hyla och familjen lövgrodor. IUCN kategoriserar arten globalt som otillräckligt studerad. Inga underarter finns listade i Catalogue of Life.